# Preiskovalna komisija za ugotovitev politične odgovornosti nosilcev javnih funkcij, ki so sodelovali pri pripravi in izvedbi pogodbe o nakupu pehotnih bojnih oklepnih vozil - srednjih oklepnih kolesnih vozil 8x8 (...)
Preiskovalna komisija za ugotovitev politične odgovornosti nosilcev javnih funkcij, ki so sodelovali pri pripravi in izvedbi pogodbe o nakupu pehotnih bojnih oklepnih vozil - srednjih oklepnih kolesnih vozil 8x8 zaradi suma, da je posel politično dogovorjen, voden netransparentno in da je negospodaren, ter zaradi suma o prisotnosti klientelizma in korupcije, in za ugotovitev suma o neposredni ali posredni povezavi med sedanjimi in nekdanjimi akterji ter nosilci javnih funkcij z orožjem v obdobju 1991 do 1993 (tudi Cviklova komisija) je bila parlamentarna preiskovalna komisija v sestavi četrtega Državnega zbora Republike Slovenije.
Ta parlamentarna preiskovalna komisija je bila ustanovljena februarja 2007 na pobudo opozicije. Njen namen je bil preiskava sumov korupcije pri nakupu finskih oklepnikov Patria na ministrstvu za obrambo v času vlade Janeza Janše in ministra Karla Erjavca, hkrati pa s pomočjo strokovnjakov in poznavalcev ugotoviti, ali obstajajo stične točke in podobnosti med tem spornim poslom in orožarskimi posli iz obdobja 1991–1993. Predsednik komisije je bil poslanec Milan M. Cvikl. Pri preiskavi sta kot izvedenca pomagala dva strokovna pomočnika: nekdanji direktor kriminalistične uprave Mitja Klavora, ki ga je predlagal predsednik komisije Cvikl, in kriminalistični inšpektor Bojan Gričar, ki ga je po izbiri kadrovika SDS, Vinka Gorenaka, predlagal podpredsednik komisije Robert Hrovat. Klavora in Gričar sta po pregledu več kot 4000 strani dokumentov napisala izvedensko poročilo in ga predstavila pred komisijo.

## Delo preiskovalne komisije
Delovanje Cviklove komisije je podrobno opisano v tretji knjigi trilogije Mateja Šurca in Blaža Zgage V imenu države s podnaslovom Prikrivanje:
Čeprav so se nekateri čudili povezovanju afere Patria s poosamosvojitveno trgovino z orožjem, so se kmalu izluščila imena, ki so se pojavljala v obeh zgodbah: Janez Janša, Jože Zagožen, Anton Krkovič, Ivan Črnkovič in Walter Wolf.
Marca 2008 je komisija zaslišala prve priče, ki so sodelovale pri nakupu oklepnikov: obrambnega ministra Karla Erjavca, načelnika generalštaba Albina Gutmana, direktorja podjetja Rotis Ivana Črnkoviča, predsednika nadzornega sveta Gorenja Jožeta Zagožna in predstavnike vodstva konkurenčnega podjetja Sistemska tehnika.

### Obstrukcije
Zaradi suma, da so pri poslu s Patrio sodelovali tudi nekateri akterji, ki so bili vpleteni v trgovino z orožjem med letoma 1991 in 1993, so preiskavo razširili še na to področje. Cvikl je 11. junija 2008 zaslišal nekdanjega direktorja VOMO Andreja Lovšina. Tedaj so podpredsednik komisije Robert Hrovat iz vrst SDS, poslanec SLS Josip Bajc in predsednik SNS Zmago Jelinčič zahtevali, da bi kot pričo zaslišali predsednika komisije. V takih okoliščinah Cvikl komisije ne bi mogel voditi niti ne bi smel biti njen član. Cviklu so očitali osebne in poslovne povezave s konkurenčnim podjetjem Sistemska tehnika. Predsednik komisije se ni vdal in je s spretnimi poslovniškimi potezami vztrajal na položaju.
Vnovič se je zapletlo 17. junija 2008. Komisija je zaslišala nekdanjega Lovšinovega voznika in referenta na VOMO Francija Cimermana, nekdanji poveljnik specialne brigade Anton Krkovič se vabilu ni odzval, zaslišanje nekdnjega poveljnika oddelka MORiS za posebne namene Darka Njavra pa so člani komisije Hrovat, Bajc in Jelinčič preprečili, tako da so sejo zapustili in povzročili nesklepčnost. Pozneje se je zvrstilo še več podobnih obstrukcij.
Toda Cvikl ni popustil in je celo javno napovedal, da se bo v začetku julija srečal s finskimi kriminalisti in nato o delu komisije objavil končno poročilo.

### "Puč"
V petek, 27. junija 2008, je podpredsednik komisije Robert Hrovat prevzel vodenje komisije, tako da je nepooblaščeno uporabil računalniški sistem strokovnega sodelavca in brez Cviklove vednosti odpovedal sejo, ki je bila namenjena sestanku s finskimi kriminalisti. Hrovat je javnost o odpovedi seje obvestil v petek pozno popoldne in obenem sporočil: "Milan M. Cvikl kot priča v postopku ne more več opravljati funkcije predsednika komisije. Gre za čisti poslovniški avtomatizem."
Predsednik komisije Cvikl se je lahko odzval šele v ponedeljek, 1. julija. Opozoril je: "Seja je bila sklicana in to, kar se je v komisiji zgodilo, je bil nepooblaščeni puč. Aktualna oblast dela vse, da bi utišala resnico o eni naječjih afer, resnico o lastni vpletenosti, o sumih korupcije in podkupovanja." Hrovatu je očital, da je ravnal nezakonito in po navodilu nadrejenih.
Za istega dne popoldne je Cvikl za medije napovedal sestanek komisije s finskimi preiskovalci, vendar ni mogel napovedati, kdo od članov komisije bo prišel, pri čemer je pojasnil, da komisija pravnoformalno deluje, dokler razrešitve ne potrdi državni zbor.
Naslednji dan se je oglasil še predsednik državnega zbora France Cukjati, sicer vpliven član SDS: "Poslanec Milan M. Cvikl pravnoformalno ni več član komisije, ki preiskuje nakup oklepnikov 8x8." Zadevo je predal mandatno-volilni komisiji pod vodstvom Franca Sušnika, prav tako poslanca SDS. Komisija je razrešitev rutinsko potrdila.
Na seji komisije 3. julija 2008 je Cvikl nenavadne dogodke v parlamentu opisal takole: "Imamo situacijo, ko se posega v moj računalnik, v mojo elektronsko pošto, v elektronsko pošto referenta – po navodilu generalnega sekretarja, ki se vmešava v delo preiskovalne komisije. Ta se ne more sestati, ker nekdo odpoveduje njene seje. Ko pa se vendarle sestane, kolegi iz vladajoče koalicije nanjo ne pridejo."
Sušnik je sejo vodil avtoritarno in nekaterim poslancem ni pustil do besede. Predstavniki Janševe koalicije so najprej izglasovali sklep o Cviklovi razrešitvi, šele nato pa so za mnenje o pravilnosti odločitve zaprosili pravno službo. Tako so zaustavili še tretjo parlamentarno preiskavo, ki se je ukvarjala s poosamosvojitveno nezakonito trgovino z orožjem (pred Cviklovo komisijo sta to preiskovali že Madonova komisija in Mogetova komisija).

### Po razrešitvi predsednika komisije Cvikla
4. julija 2008 je Cvikl v komentarju svoje razrešitve za medije znova opozoril o škodljivosti posla s Patrio za Slovenijo. Tudi poznejših mesecih je opozarjal na korupcijo v zvezi s Patrio, ki so jo tedaj že preiskovali finski kriminalisti, in pozival k ustavitvi vseh postopkov v zvezi z nabavo patrij.
Preiskovalna komisija po Cviklovi razrešitvi ni napisala poročila.

## Sestava
Preiskovalna komisija je imela prvotno 8 članov in 6 namestnikov:
- izvoljena: [?] februarja 2007 (odredba za parlamentarno preiskavo sprejeta 30. marca 2007, sklep o sestavi in imenovanju pa 24. aprila 2007)[15]
- predsednik: Milan M. Cvikl (SD)
- podpredsednik: Robert Hrovat (SDS),
- člani: Rudolf Moge (LDS), Alojz Sok (SLS), Cvetka Zalokar Oražem (NP), Zmago Jelinčič (SNS), Vili Rezman (DeSUS)
- namestniki članov: Stane Pajk (SDS), Breda Pečan (SD), Geza Džuban (LDS), Drago Koren (NSi), Marjan Drofenik (SLS), Davorin Terčon (NP)

Med delovanjem komisije je prišlo do sprememb v članstvu:
- 25. oktobra 2007 se članstvo spremeni na 7 članov in 6 namestnikov članov. Vili Resman (DeSUS) se razreši dolžnosti člana, Cvetka Zalokar Oražem in Davorin Terčon prestopita v poslansko skupino ZARES.
- 28. maja 2008 se članstvo spremeni na 6 članov in 5 namestnikov članov. Poslanca Alojz Sok in Drago Koren (oba NSi) se razrešita dolžnosti člana.
- 15. julija 2008 je Milan M. Cvikl razrešen dolžnosti predsednika in člana. Na njegovo mesto naj bi bil imenovan drug poslanec iz poslanske skupine SD (v Uradnem listu je na mestu imena navedeno prazno polje).